# King’s Cup (Fußball) 2004
Der King’s Cup 2004 (thailändisch คิงส์คัพ 2004) war die 35. Austragung eines Fußballwettbewerbs in Thailand. Ausgetragen und organisiert wurde der Wettbewerb vom thailändischen Fußballverband.

## Teilnehmende Mannschaften
| Mannschaft | Nationaler Verband               | Regionaler Verband | Kontinentalverband | FIFA-Weltrangliste |
| ---------- | -------------------------------- | ------------------ | ------------------ | ------------------ |
| Thailand   | Football Association of Thailand | AFF                | AFC                | 72. Platz          |
| Slowakei   | Slovenský futbalový zväz         |                    | UEFA               | 55. Platz          |
| Ungarn     | Magyar Labdarúgó Szövetség       | 74. Platz          | UEFA               |                    |
| Estland    | Eesti Jalgpalli Liit             | 76. Platz          | UEFA               |                    |

## Modus
Sollte es nach der regulären Spielzeit unentschieden stehen, wird die Entscheidung im Elfmeterschießen herbeigeführt. Es gibt keine Verlängerung. Es können fünf Spieler ausgetauscht werden. Die Sieger bestreiten das Finale, die Verlierer spielen um den dritten Platz.

## Austragungsort
Alle Spiele fanden in der Hauptstadt Bangkok im 19.793 Zuschauer fassenden Suphachalasai Stadium statt.

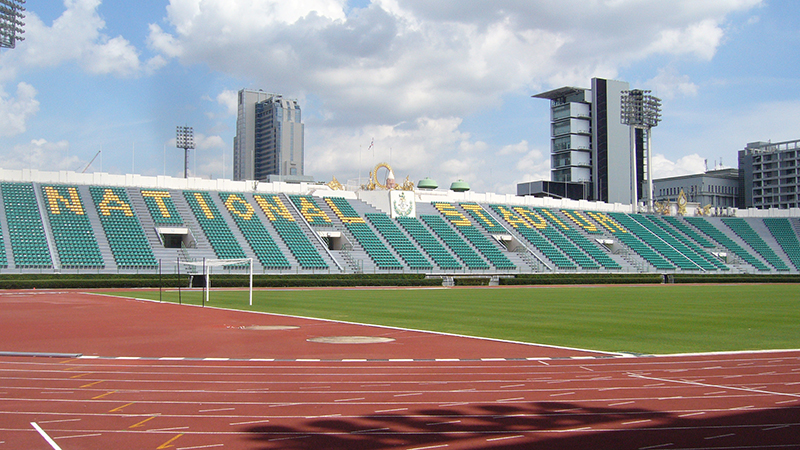
Suphachalasai Stadium

## Spiele

### Übersicht
|  | Halbfinale                     | Halbfinale                     | Halbfinale                     |   |          | Finale                        | Finale                        | Finale                        |
|  |                                |                                |                                |   |          |                               |                               |                               |
|  | 30. November 2004 um 16:15 Uhr |                                |                                |   |          |                               |                               |                               |
|  | 1                              | Slowakei                       | 1                              |   |          |                               |                               |                               |
|  | 2                              | Ungarn                         | 0                              |   |          | 1. Dezember 2004 um 19:00 Uhr | 1. Dezember 2004 um 19:00 Uhr | 1. Dezember 2004 um 19:00 Uhr |
|  |                                |                                |                                | 1 | Slowakei | 1 (5)                         |                               |                               |
|  | 30. November 2004 um 19:00 Uhr | 30. November 2004 um 19:00 Uhr | 30. November 2004 um 19:00 Uhr |   | 3        | Thailand                      | 1 (4)                         |                               |
|  | 3                              | Thailand                       | 0 (4)                          |   |          |                               |                               |                               |
|  | 4                              | Estland                        | 0 (3)                          |   |          | Spiel um Platz 3              | Spiel um Platz 3              | Spiel um Platz 3              |
|  |                                |                                |                                |   |          | 2                             | Ungarn                        | 5                             |
|  | 4                              | Estland                        | 0                              |   |          |                               |                               |                               |
|  |                                |                                |                                |   |          | 1. Dezember 2004 um 16:15 Uhr |                               |                               |

### Halbfinale
| Datum                          |          | Ergebnis        |         |
| ------------------------------ | -------- | --------------- | ------- |
| 30. November 2004 um 16:15 Uhr | Slowakei | 1:0             | Ungarn  |
| 30. November 2004 um 19:00 Uhr | Thailand | 0:0 (4:3 i. E.) | Estland |

### Spiel um Platz 3
| Datum                         |        | Ergebnis |         |
| ----------------------------- | ------ | -------- | ------- |
| 1. Dezember 2004 um 16:15 Uhr | Ungarn | 5:0      | Estland |

### Finale
| Datum                         |          | Ergebnis        |          |
| ----------------------------- | -------- | --------------- | -------- |
| 1. Dezember 2004 um 19:00 Uhr | Slowakei | 1:1 (5:4 i. E.) | Thailand |

## Platzierung
| Platz    | Mannschaft |
| -------- | ---------- |
| 1. Platz | Slowakei   |
| 2. Platz | Thailand   |
| 3. Platz | Ungarn     |
| 4. Platz | Estland    |